# Interação social
Em ciências sociais, interação social refere-se a todas as ações recíprocas entre dois, ou até mais indivíduos durante as quais há compartilhamento de informações. Um comprador, por exemplo, discute com o vendedor, e eles interagem num dado contexto previamente conhecido pelos dois protagonistas, que é o da troca comercial. A interação é dita social  não somente por produzir  significado, mas também por se inscrever num  contexto que influencia as ações de cada um dos indivíduos.
O aspecto mais importante da interação social é que ela provoca uma modificação de comportamento importante nos indivíduos envolvidos, como resultado do contato e da comunicação que se estabelece entre eles. Desse modo, fica claro que o simples contato físico não é suficiente para que haja interação social. Por exemplo, se alguém se senta ao lado de outra pessoa num ônibus, mas ambos não conversam, não está havendo interação social (embora presença de uma das pessoas influencie, às vezes, o comportamento da outra). [carece de fontes?]
Os contatos sociais e a interação constituem condições indispensáveis à associação humana. Os indivíduos se socializam através dos contatos e da interação social.
A forma mais típica de interação social é aquela em que há influência recíproca entre os participantes. Mas alguns autores falam de interação social quando apenas um dos elementos influencia o outro. Isso acontece quando um dos polos de interação está representado por um meio de comunicação apenas físico, como a televisão ou o livro. Ocorre, nesse caso, uma interação não recíproca. Neste tipo de interação, apenas um dos lados influencia o outro.[carece de fontes?]
A interação pode assumir diferentes formas. Uma dessas formas é a relação social. Relações sociais podem ser políticas, religiosas, culturais, familiares etc.
Do ponto de vista sociológico, uma  interação social representa uma troca elementar, de curta duração, enquanto uma relação social envolve uma  sequência de interações entre as mesmas pessoas ao longo do tempo.